# Pat McCrory
Patrick Lloyd „Pat“ McCrory (narozen 17. října 1956 v Columbusu) je americký politik z Republikánské strany, zvolený do úřadu guvernéra Severní Karolíny na čtyřleté funkční období 2013–2017. Před zvolením do guvernérské funkce, ve které vystřídal Beverly Perdueovou, byl od roku 1995 do roku 2009 starostou města Charlotte, kde předtím už od roku 1989 zasedal v městské radě. Na úřad guvernéra neúspěšně kandidoval již v roce 2008.
Patří mezi významné zastánce veřejné dopravy a jednou z jeho hlavních zásluh ve funkci starosty bylo prosazení místní rychlodrážní tramvaje Lynx Rapid Transit Services,